# Brainstorm (groupe allemand)
Pour les articles homonymes, voir Brainstorm.
Brainstorm est un groupe de power metal allemand, originaire de Heidenheim, Bade-Wurtemberg.

## Biographie
Le groupe est formé en 1989 par les guitaristes Torsten Ihlenfeld et Milan Loncaric, et le batteur Dieter Bernert. Brainstorm publie sa première démo, Hand of Doom, un an après son lancement, aux côtés du chanteur Stefan Fronk. Ils recrutent ensuite Andreas Milan, et le chanteur Marcus Jürgens. Le groupe publie une deuxième démo Heart of Hate en 1992. Une autre démo est publiée en 1995, intitulée The 5th Season. Après une autre démo, Promo '96, et quelques apparitions, le groupe signe son premier contrat de distribution. Leur premier album, Hungry, est publié la même année, et enregistré dans leur ville d'origine, Heidenheim. En 1998 sort leur deuxième album, Unholy, qui fait participer Dirk Butcher (Gamma Ray), Harald Spengler (Stormwitch) et le producteur Charlie Bauerfeind (Blind Guardian).
Après le départ du chanteur Marcus Jürgens, et un bref passage de Henning Basse (Metalium), le groupe recrute le chanteur Andy B. Franck, ancien membre du groupe Ivanhoe, qui formera en parallèle son propre groupe, Symphorce. Brainstorm conclut un contrat avec Metal Blade Records, et enregistre son troisième album Ambiguity sous la direction de Dirk Schlächter et Sascha Paeth (Heavens Gate, Rhapsody of Fire). En octobre 2001 sort l'album Metus Mortis. Le groupe part ensuite en tournée promotionnelle avec Grave Digger et Tierra Santa. Ils ouvrent en concert pour Saxon, et publient en 2003, leur nouvel album, Soul Temptation. Après l'album, le groupe part une nouvelle fois en tournée, avec Edguy. 2004 assiste à la sortie de l'album Liquid Monster suivie d'une tournée. Une clip vidéo de la chanson All Those Words est également tourné. 
En 2006, le groupe participe à plusieurs concerts et festivals européens. En juin 2007 sort leur DVD Honey from the B’s (Beasting Around the Bush). En juillet 2007, le bassiste Andreas Mailänder annonce son départ, et est remplacé en décembre par Antonio Ieva (Farmer Boys, Stereo.Pilot). En octobre 2007 sort le single Fire Walk With Me. Il suit de l'album Downburst à la fin de janvier 2008, qui atteint les classements musicaux allemands. En 2009, le groupe passe du label Metal Blade à AFM Records, et publie la même année l'album Memorial Roots. La sortie de l'album est suivie par une tournée pour la première au Mexique, puis aux États-Unis. Ils participent au Masters of Rock Festival devant près de 25 000 personnes.
On the Spur of the Moment, leur neuvième album, est publié en 2011. Les 15 et 16 juillet 2011, le groupe joue une nouvelle chanson, Temple of Stone au festival Bang Your Head !!!. À la fin de 2011, l'album On the Spur of the Moment atteint la 59e place des classements musicaux allemands. À la fin de 2013, le groupe annonce son entrée en studio pour leur dixième album, Firesoul. En 2014 sort leur dixième album Firesoul. En 2016 sort l'album Scary Creatures.

## Membres

### Membres actuels
- Andy B. Franck – chant (depuis 1999)[2]
- Torsten Ihlenfeld – guitare, chœurs (depuis 1989)[2]
- Milan Loncaric – guitare, chœurs (depuis 1989)[2]
- Dieter Bernert – batterie (depuis 1989)[2]
- Antonio Ieva – basse (depuis 2007)[2]

### Anciens membres
- Stefan Fronk - chant (1990-1991)
- Peter Waldstätter - basse (1990)
- Andreas Mailänder - basse (1990-2007)
- Marcus Jürgens - chant (1991-1999)

## Discographie

### Albums studio
- 1997 : Hungry
- 1998 : Unholy
- 2000 : Ambiguity
- 2001 : Metus Mortis
- 2003 : Soul Temptation
- 2005 : Liquid Monster
- 2008 : Downburst
- 2009 : Memorial Roots
- 2011 : On the Spur of the Moment
- 2014 : Firesoul
- 2016 : Scary Creatures
- 2018  : Midnight Ghost
- 2021 : Wall Of Skulls

### Démos
- 1990 : Hand of Doom
- 1993 : Heart of Hate
- 1994 : The 5th Season
- 1996 : Promo '96

### Singles
- 2004 : Live Suffering: The Official Bootleg (Metal Blade)
- 2005 : All Those Words (single) (Metal Blade)
- 2007 : Honey from the B’s (DVD) (SPV)
- 2007 : Fire Walk With Me (single) (Metal Blade)